# Соня Момчилова
Соня Йорданова Момчилова-Йовева, известна като Соня Момчилова, е българска журналистка, писателка и ПР експертка. Председател на Съвета за електронни медии (СЕМ) в България от април 2022 г. до април 2024 г.

## Биография
Соня Момчилова е родена на 12 май 1969 г. Има над тридесетгодишен опит в медиите, институционалните и корпоративни връзки с обществеността.
На 12 години успява да направи първото си интервю с актрисата Татяна Лолова за вестник „Средношколско знаме“. Завършила е българска филология и дефектология в Софийския университет „Св. Климент Охридски“ през 1992 г.
В периода 1990 – 1994 г. е сред сценаристите и текстописците на студентската програма „Ку-ку“. Авторка е на текстовете на песните „Танго на БСП (к)“, „Под мостовете съм сложил тротил“, „Мама на татко не дава“ (1993), „Малка блудна жена“, „Приятели“ (1995) и други.
През 2000 г. е продуцентка на новостартиращия сутрешен блок на Би Ти Ви „Тази сутрин“. Соня Момчилова e специализирала в Нидерландия, Англия, САЩ и Белгия в периода 2001 – 2006 г. По-късно води предаването „Духът на здравето“, на което е главен редактор. През 2012 г. е мениджър на „Корпоративни комуникации“ в bTV. Работила е като редакторка в Българската национална телевизия. Авторка и водеща на радиопредавания в частните медии „Радио 99“ и „Радио Експрес“.
Соня Момчилова е била директорка на пресцентровете на Министерството на правосъдието, Министерството на вътрешните работи и на Министерството на транспорта и комуникациите, както и на пресцентъра на правителството на Стефан Янев. Като директор на пресцентъра и говорител на МВР е член на комуникационната мрежа на Европейската служба за борба с измамите (OLAF). Била е заместник-главен редактор на изданието „Европейска интеграция и право“ (2006 г.). По време на участието ѝ в политическите кабинети на министрите Петканов и Пламен Петров са затворени три преговорни глави. Отличена е за заслуги в присъединяването на България към ЕС с награда от МВР. 
От 2016 до 2018 г. е продуцент и ко-водещ на предаването „О! Здравей!“ по BIT.  Освен работата си в медийния бранш, тя е била и собственик на агенция за ПР и реклама „PLAN C“, както и продуцент на три документални филма.
Момчилова е била главен редактор на списание „Суета“, от 2016 до 2021 г. е преводач в издателство „Жануа'98“ („1000 отговора на въпроса как да си върнем здравето“ – 2016 г., „Женското здраве“ – 2016 г., „Влюби се в тайната“ – 2016 г., „Главоболието“ - 2017 г., „100 години активен живот“ – (2018 г.), „Дисковата херния“ – 2021 г., „Здрави съдове“ – 2022 г.), автор на множество статии, анализи и рецензии в редица печатни и електронни медии, автор и преводач на художествена литература, пише детски приказки. През 2007 г. от печат излиза книгата ѝ „Летните приказки на Мария“.
На 28 юли 2021 г. е назначена от президента Румен Радев да довърши мандата (2021 – 2024 г.) на Ивелина Димитрова като член на Съвета за електронни медии. По време на встъпването в СЕМ, след проведени разговори с международната неправителствената организация „Репортери без граници“, България се премества с 20 места напред в класацията за свобода на медиите. На 21 април 2022 г. е избрана за председател на СЕМ за едногодишен мандат. На 20 април 2023 г. е преизбрана за втори едногодишен мандат – след като три пъти СЕМ не успява да избере кандидатура с необходимите по закон гласове, при четвъртото гласуване Момчилова е избрана с 3 гласа „за“ (два от президентската квота и един от парламентарната квота), 1 „против“ и 1 „въздържал се“ (и двата от парламентарната квота).

## Дейност като председател на СЕМ

### Мероприятия и новости
- Под ръководството на Соня Момчилова Съветът за електронни медии провежда 27 заседания през 2022 г. и 35 заседания през 2023 г.[13]
- Въведен е нов стил на работа на СЕМ от началото на председателството на Соня Момчилова, на живо онлайн могат да бъдат проследени всички заседания, събития, дискусии и пр.[14] Момчилова предлага това на второто заседание след избирането ѝ за председател на 5 май 2022 г.,[15] а следващото на 19 май 2022 г. е първото, което се излъчва в реално време.[16]
- Рекламата на хазарт е ограничена чрез въвеждане на правила за саморегулация от страна на доставчиците на хазартни услуги, след провеждане на среща с НАП (8 юни 2022 г.), кръгла маса с всички заинтересовани страни (13.12.2022 г.) и подписване на меморандум за сътрудничество между СЕМ и НАП (2 август 2023 г.).[17][18]
- Като председател на СЕМ Соня Момчилова е член на международните платформи за медийна регулация ERGA и EPRA.[19][20][21]
- За първи път СЕМ провежда кръгла маса на балканските регулаторни органи за медии. Предложението на Соня Момчилова за организиране на среща е прието от СЕМ на 21.07.2022 г.[22] На две заседания през септември СЕМ насрочва първата Международна конференция на медийните регулатори на страните от Балканския регион,[23][24] която се провежда от 23 до 25 ноември в София. Във форума взимат участие представители от България, Румъния, Сърбия, Черна гора, Северна Македония, Косово, Албания, Гърция, Турция и гост-лектори от Италия, Каталуния (Испания) и Молдова. Конференцията открива председателят на СЕМ Соня Момчилова.[25]
- По предложение на Соня Момчилова от 27 януари 2023 г. е въведен ден на отворените врати в СЕМ – прозрачна политика в работата, част от кампанията за медийна грамотност. [26] Всички, които желаят, могат да се запознаят с работата на членовете на Съвета и на Специализирания мониторинг, с особеностите и спецификите в цялостната дейност на регулатора и с неговите експерти.[14]

### Позиция и стил
Като председател на СЕМ Соня Момчилова провежда линия на независимост на медийния регулатор и не позволява влияние на политическите партии върху него. През август 2023 г. министър-председателят Николай Денков обвинява СЕМ, че не санкционира журналисти, които според него разпространяват неверни факти. От СЕМ последва реакция в позиция, която не е подкрепена единствено от члена на съвета Пролет Велкова:
| „ | Съветът за електронни медии намира за недопустими оценките и внушенията, направени от министър-председателя по адрес на СЕМ. Изразеното по време на двумесечния отчет под формата на интервю показва непознаване на правомощията на органа, определени в Закона за радиото и телевизията; незнание по отношение дейността на кои лица е компетентен СЕМ; неразбиране, че професионалните стандарти за журналистическа дейност, залегнали в Етичния кодекс на българските медии, се съблюдават от Етичната комисия (саморегулаторен орган) към Фондация „Национален съвет за журналистическа етика“. Представителите на изпълнителната власт, а и на законодателната, би било добре да се съобразят с констатациите и препоръките във всеки един от докладите на Европейската комисия по върховенството на правото, като коригират собственото си поведение по отношение на независимостта на медийния регулатор и на всички медии в страната. Съветът за електронни медии обръща внимание, че за изминалата година е осъществил над 24 000 часа мониторинг на телевизионни и радиопрограми. В рамките на правомощията си е провел и осем фокусирани наблюдения по темата за войната в Украйна, които включват и анализират проблема с дезинформацията. | “ |

Соня Момчилова определя като груба намеса в работата на СЕМ думите на премиера Денков „Крайно време е Съветът за електронни медии да се опита да види какво може да направи, за да се справи с проблемите с дезинформацията, хибридните атаки, а не да обяснява какво не може да направи.“.
Момчилова многократно определя като „безполезна“ дейността на Пролет Велкова, която според нея „служи вярно на някои политически партии“. Обявява, че не е привърженик нито на Путин, нито на Байдън. Пояснява, че съчувства на украинския народ, а думите ѝ, че за клането в Буча „има пропаганда и в обратна посока и събитията са били коментирани противоречиво, включително от европейските и американските медии“ не се предават правилно и именно подобна спекулация е довела до недоволството на посолството на Украйна.
През юни 2022 г. СЕМ провежда избор на нов генерален директор на Българската национална телевизия след изтичане на мандата на Емил Кошлуков. След като на три заседания нито една от осемте кандидатури не получава необходимите три гласа „за“ от пет, СЕМ слага край на конкурса за избор и действащият генерален директор на БНТ Емил Кошлуков продължава да изпълнява длъжността. Това става на основание чл. 67 от Закона за радиото и телевизията от 2014 г. Един от кандидатите – Ирина Величкова, завежда дело срещу решението за прекратяване на конкурса. През май 2023 г. Административният съд на София област обявява за незаконосъобразен начина, по който СЕМ е прекратил конкурса за длъжността. Съдът не споделя тезата, че процедурата е прекратена автоматично и смята, че решението за прекратяване на процедурата е било взето еднолично от шефа на регулатора, а не от СЕМ като колективен орган. Съдът иска всеки от членовете на СЕМ да се произнесе отново, със „за“ или „против“ за съответните кандидатури, както и да се мотивира (по време на конкурса част от представителите в медийния регулатор са гласували и с „въздържал се“). Решението на съда може да бъде обжалвано пред Върховния административен съд в 14-дневен срок, но още преди завършване на съдебната процедура Момчилова заявява, че ще спазят решението и няма да обжалват.
През декември 2022 г. двама членове на СЕМ – Пролет Велкова и Симона Велева – искат оставката ѝ заради изказани от нея мнения в лични публикации в профила ѝ във „Фейсбук“, които се различават от позицията на СЕМ, но според тях са от името на СЕМ. Велкова нарича тези мнения „антидемократична пропаганда“ и „кремълски опорни точки“. Искането на Велкова и Велева е подкрепено от Асоциацията на европейските журналисти – България и от Българския хелзинкски комитет, но не се приема от СЕМ. За оставането на Соня Момчилова на поста ѝ освен нея гласуват Габриела Наплатанова и Галина Георгиева.
Соня Момчилова призовава управляващите да не посягат на СЕМ, защото, докато тя е председател на медийния регулатор, няма да си затвори очите пред нито един опит да се опетни името на нито един журналист, неудобен на властимащите. В коментара си за сайта на СБЖ тя заявява:
| „ | „Долу ръцете от медиите, историята не прощава нито флиртовете, нито блудствените действия с правото на хората да получават качествена информация!“ | “ |

## Награди и членства
Соня Момчилова е носител на ордени и награди за разностранна дейност:
- Единственият политически журналист, който има Орден за заслуги към присъединяването на България към ЕС и е участвал в три преговорни глави.
- Орден за заслуги към МВР – втора степен
- Награда на Асоциацията за информационни технологии за институционален сайт
- Награда „Петя Дубарова“ за поезия
- Награда за журналистически принос за борба със СПИН (1992 г.)
- Награда „Майка на годината“ (2023 г.)

По-важни членства:
- Член на международната мрежа на ПР експертите на ОЛАФ
- Член на асоциацията на експертите на Европол
- Член на клуб „Журналисти срещу корупцията“.

## Личен живот
Към 2012 г. Соня Момчилова е омъжена и има една дъщеря Мария (род. 1999 г.).

Изучавала е комплементарни и алтернативни методи за лечение и самопомощ.